# Henri Gatien Bertrand
Henri Gatien Bertrand (Châteauroux (Indre), 1773. március 28. – Châteauroux, 1844. január 31.) gróf, francia tábornok, I. Napóleon hű társa.

## Élete
A forradalom alatt belépett a mérnöki hadosztályba, melyben 1795-ben kapitányi rangot kapott. 1796-ban az itáliai (francia) hadsereghez került, azután részt vett az egyiptomi hadjáratban és dandártábornok lett. Az austerlitzi csatában tanúsított bátorságát látva Bonaparte tábornok kinevezte saját hadsegédjévé. Az 1806-os hadjáratban elfoglalta Spandaut, 1807-ben pedig nagyban hozzájárult a friedlandi győzelem kivívásához.
Az 1809. évi hadjáratban az asperni ütközet után kiváló érdemet szerzett magának azzal, hogy a Dunán átvezető hidakat veretett, jutalmul Napóleon őt gróffá emelte, és 1811-ben az Illír tartományok főkormányzójává nevezte ki, Marmont marsall helyére.
Hasonló bátorsággal harcolt az 1812. és 1813. évi hadjáratokban és Duroc halála után a császári palota főmarsallja lett. A tartalékhadtest élén részt vett a lützeni és bautzeni csatákban; nem bírta ugyan megakadályozni, hogy Blücher az Elbán át ne keljen, a lipcsei ütközet után azonban a visszavonulásra nézve rendkívül fontos Lindenau falut megvédte, és a Hanau mellett megvívott csata után fedezte a francia hadsereg átkelését a Rajnán. A császárt lemondása után követte Elba szigetére, és a száz nap alatt sem hagyta el. Hősiesen harcolt Waterloonál, azután Szent Ilona szigetére is elkísérte a száműzött császárt, és annak haláláig vele maradt.
Napóleon elhunyta után Bertrand visszatért Franciaországba, ahol XVIII. Lajos valamennyi előbbi tisztségébe és méltóságába visszahelyezte. Az 1830-as forradalom után Indre département-ban a kamarába választották, ahol a szabadelvű párthoz csatlakozott és különösen a sajtószabadságért és a pairek kamarájának eltörléséért emelt szót. 1834-ben visszavonult châteauroux-i jószágára. 1840-ben ő és Joinville herceg Napóleon hamvait Szent Ilonáról Párizsba, az Invalidusok dómjába vitték. Fiai kiadták kéziratban hátrahagyott művét: Campagnes d’Égypte et de Syrie, mémoires pour servir à l’histoire de Napoléon, dictés par lui-mème, à Sainte-Hélène, 1847, 2 kötet.